# Charles Snelling
Charles Frederick Theodore Snelling (Toronto, Ontário, 17 de setembro de 1937) é um ex-patinador artístico canadense, que competiu no individual masculino. Ele conquistou uma medalha de bronze em campeonatos mundiais e foi seis vezes campeão do campeonato nacional canadense. Snelling disputou os Jogos Olímpicos de Inverno de 1956 e de 1964 terminando na oitava e décima terceira posições, respectivamente.

## Principais resultados
| Resultados                                            | Resultados       | Resultados      | Resultados        | Resultados      | Resultados        | Resultados      | Resultados    | Resultados      | Resultados       | Resultados       | Resultados        | Resultados    | Resultados    | Resultados    |
| Internacional                                         | Internacional    | Internacional   | Internacional     | Internacional   | Internacional     | Internacional   | Internacional | Internacional   | Internacional    | Internacional    | Internacional     | Internacional | Internacional | Internacional |
| Evento/Temporada                                      | 1952– 1953       | 1953– 1954      | 1954– 1955        | 1955– 1956      | 1956– 1957        | 1957– 1958      |               | 1963– 1964      | 1964– 1965       | 1965– 1966       | 1966– 1967        |               |               |               |
| ----------------------------------------------------- | ---------------- | --------------- | ----------------- | --------------- | ----------------- | --------------- | ------------- | --------------- | ---------------- | ---------------- | ----------------- | ------------- | ------------- | ------------- |
| Jogos Olímpicos                                       |                  |                 |                   | 8.º             |                   |                 | 13.º          |                 |                  |                  |                   |               |               |               |
| Campeonato Mundial                                    |                  | 7.º             | 8.º               | 4.º             | Medalha de bronze | 11.º            | 12.º          |                 | 11.º             |                  |                   |               |               |               |
| Campeonato Norte-Americano                            |                  |                 | Medalha de bronze |                 | Medalha de prata  |                 |               |                 |                  |                  |                   |               |               |               |
| Nacional                                              |                  |                 |                   |                 |                   |                 |               |                 |                  |                  |                   |               |               |               |
| Campeonato Canadense                                  | Medalha de prata | Medalha de ouro | Medalha de ouro   | Medalha de ouro | Medalha de ouro   | Medalha de ouro |               | Medalha de ouro | Medalha de prata | Medalha de prata | Medalha de bronze |               |               |               |
|                                                       |                  |                 |                   |                 |                   |                 |               |                 |                  |                  |                   |               |               |               |
| Legenda: Competição não foi disputada nesta temporada |                  |                 |                   |                 |                   |                 |               |                 |                  |                  |                   |               |               |               |